# Jón Arason

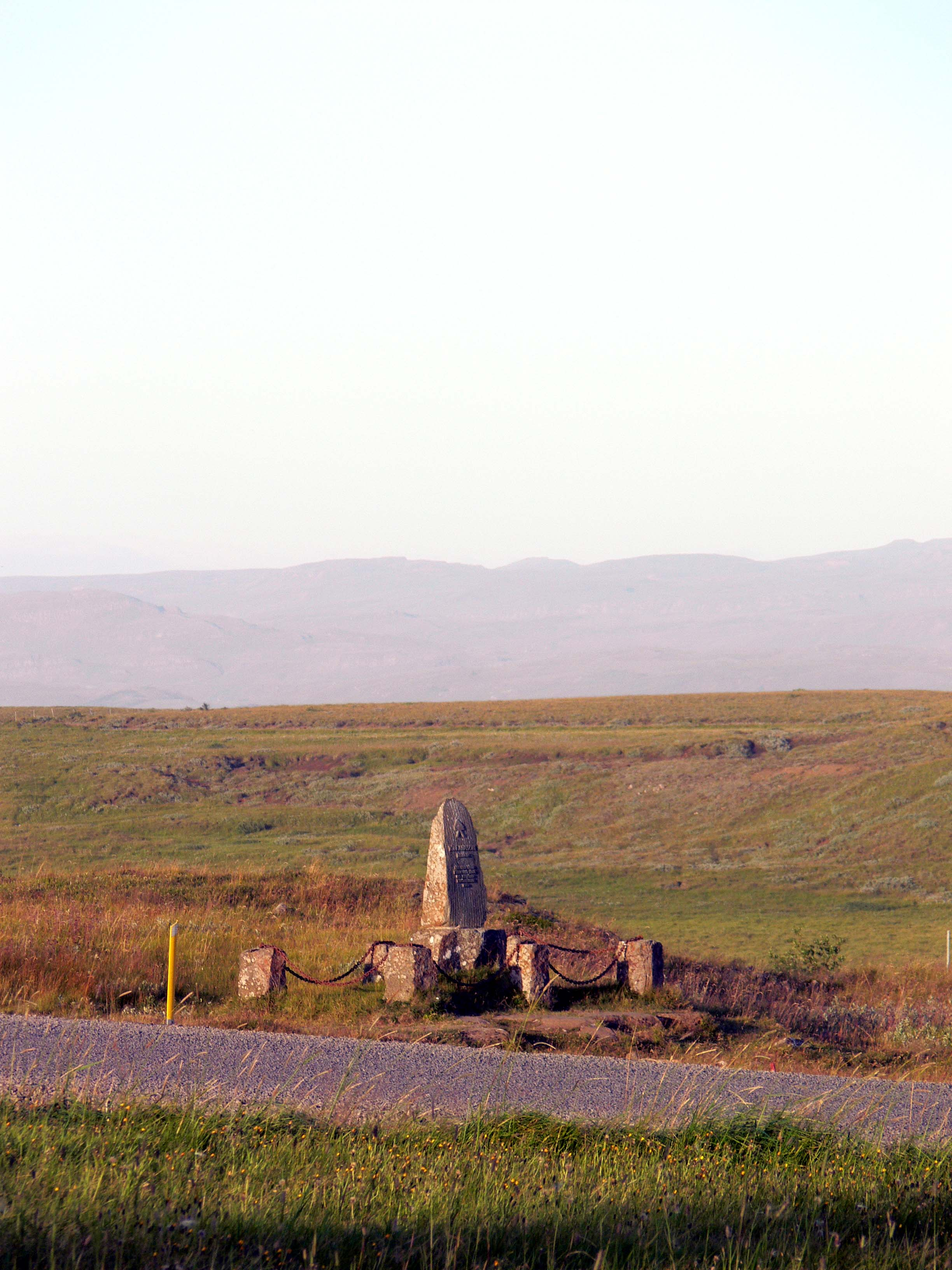
Památník Jóna Arasona u kostela v Skálholtu

Jón Arason (1484 – 17. listopadu 1550) byl islandský básník a poslední katolický biskup v Hólaru. Byl spolu se dvěma ze svých nemanželských synů popraven Dány za rebelanství.
Založil první islandskou tiskárnu, v níž docházelo k tisku reformačních spisků v islandštině, což zabránilo přílivu dánských tisků.
Mimo to byl Jón nejlepším islandským básníkem své doby. Psal náboženskou poezii a příležitostně i básně světského charakteru.